# Ulrich Fiedler
Ulrich Fiedler (* 9. Mai 1972 in Illertissen) ist ein deutscher Jurist und parteiloser Kommunalpolitiker. Er war von 2009 bis 2021 Oberbürgermeister von Metzingen, seit dem 1. April 2021 ist er Landrat des Landkreises Reutlingen.
Fiedler wuchs in Dietenheim auf  und erlangte in Illertissen das Abitur. Anschließend studierte er an der Universität Augsburg Rechtswissenschaften. Nach dem zweiten juristischen Staatsexamen trat er im Jahr 2000 in den bayerischen Staatsdienst ein, wo er Assessor beim Regierungsbezirk Schwaben, Abteilungsleiter beim Straßenbauamt Kempten und Geschäftsbereichsleiter beim Landratsamt Günzburg war. Von 2005 bis 2009 war der promovierte Jurist Kanzler der Hochschule Neu-Ulm.
Nachdem Dieter Hauswirth als Oberbürgermeister von Metzingen zurückgetreten war, kandidierte Fiedler bei der fälligen Neuwahl 2009. Im ersten Wahlgang erlangte er 48,4 Prozent der Stimmen; im zweiten Wahlgang traten die Gegenkandidaten nicht mehr an und er wurde mit 93 Prozent zum Oberbürgermeister der Stadt gewählt. Er setzte sich unter anderem gegen Nico Lauxmann durch. Am 5. Februar 2017 wurde er im ersten Wahlgang mit 93,6 Prozent der Stimmen für eine zweite Amtszeit wiedergewählt.
Am 1. Februar 2021 wurde Fiedler mit 51 von 62 Stimmen zum neuen Landrat des Kreises Reutlingen gewählt. Er folgte Thomas Reumann nach und trat sein Amt am 1. April 2021 an. Im Amt des Oberbürgermeisters von Metzingen folgte ihm Carmen Haberstroh nach.